# Littera textualis

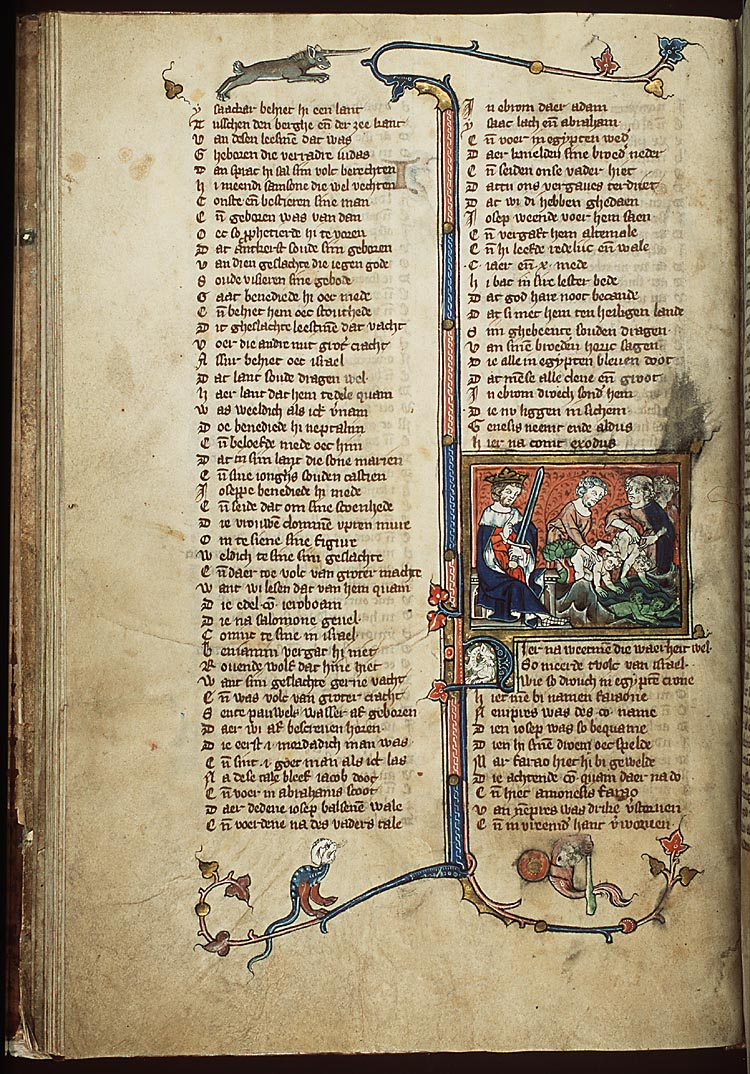
Jacob van Maerlant, Rijmbijbel, ca. 1332, Museum Meermanno, Den Haag, MMW, 10 B 21, f. 20v.

Littera textualis is een verzamelnaam voor een type van Gotisch schrift dat als boekschrift gebruikt werd tussen de twaalfde eeuw en de opkomst van het humanistisch schrift omstreeks 1500. Dit lettertype wordt ook gotische textura of kortweg textura genoemd. Als de lange f en de lange ſ (s) geen schreef hebben, spreekt men van een textura prescissa. Het schrift ontstond in de twaalfde eeuw door evolutie uit de Karolingische minuskel.

## Beschrijving
Typisch voor de Littera textualis is dat de ‘a’ geschreven wordt in twee verdiepingen (dus niet als ɑ), dat er geen lussen worden geschreven aan de stokken en dat de lange f en de lange ſ (s) op de schrijfregel komen. Er is soms een zekere mate van hoekigheid of breking in de rondboogverbindingen alhoewel dit bij de meeste boekschriften niet het geval is. In de middeleeuwen noemde men dit ook de littera rotunda. De term ‘rotunda’ slaat evenwel niet op de vorm van de boogjes of van de letters maar op de gebogen voetjes van de letters.

Van de textualis ontwikkelde zich omstreeks het einde van de veertiende eeuw een kalligrafische vorm die men littera textualis formata noemt. Karakteristiek voor dit lettertype zijn de relatief grote lettertypes en de extreme breking van de onderdelen van de letters. Opeenvolgende letters i (j), u (v), n, m zijn daardoor soms moeilijk te onderscheiden. De aanzetjes en lettervoejes worden ruitvormig uitgevoerd. Het was een boekschrift dat tijdrovend was en voornamelijk werd gebruikt in luxueuze liturgische boeken. De middeleeuwse naam voor dit schrift was dan ook littera psalterialis.
Daarnaast vindt men in de literatuur nog allerhande andere types zoals de littera parisiensis, de variant die gebruikt werd in de zogenaamde Parijse Bijbeltjes, en de littera bononiensis, die zijn oorsprong had aan de universiteit van Bologna, om er slechts twee op te sommen.
In de vijftiende eeuw werd de littera textualis langzaamaan als boekschrift verdrongen door de littera cursiva en door mengvormen die men gecatalogiseerd heeft onder de naam littera hybrida.

## Classificatie
Om duidelijkheid te scheppen in het onderzoek en de publicaties zou een eenduidig systeem van classificatie een enorme bonus zijn. Voor de gotische boekschriften werd er tot nu toe slechts één opgesteld, namelijk die van Gerard Isaac Lieftinck die later werd uitgebreid door Johan Peter Gumbert en verder gesystematiseerd en geïllustreerd door Albert Derolez (zie bij literatuur). De classificatie van Lieftinck-Gumbert-Derolez is gebaseerd op objectieve criteria en maakt komaf met termen zoals universitair boekschrift, scholastisch boekschrift, littera parisiensi, bastarda, notula, rotunda en andere dergelijke terminologie die dingen benoemt zonder ze voldoende te preciseren naar hun morphologische eigenschappen. Bij Derolez wordt de littera textualis onderverdeeld in drie grote groepen namelijk de Northern Textualis, de Southern textualis en de Semitextualis. Maar de nieuwe classificatie die Derolez voorstelt is zeker nog niet algemeen aanvaard in de paleografie.